# لبين ظريف
لُبَّيْن ظَريف (الاسم العلمي: Anagallis tenella)، نوع من اللبين البري المعمر، يكثر في المناقع. أعطانه في أوراسيا.